# Niezachowane obiekty krakowskiego Rynku Głównego

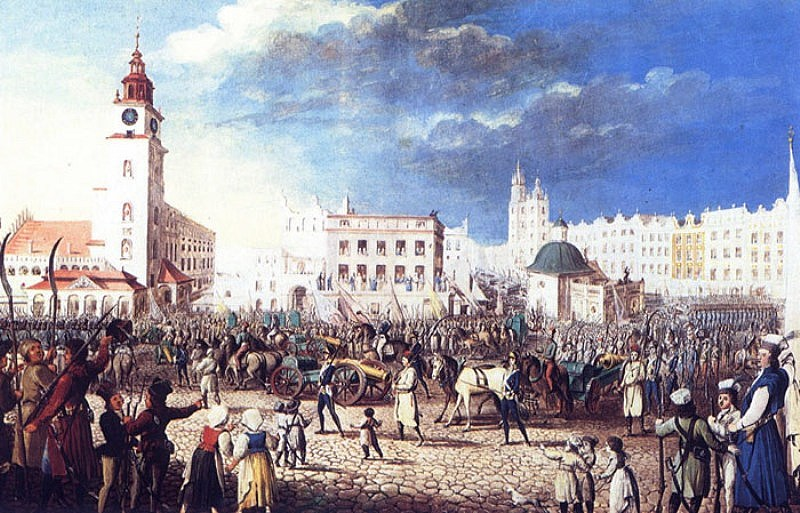
Od lewej: Ratusz, Sukiennice, Wielka Waga, a za nią Mała Waga, Kościół Mariacki i Kościół św. Wojciecha (na obrazie Michała Stachowicza)

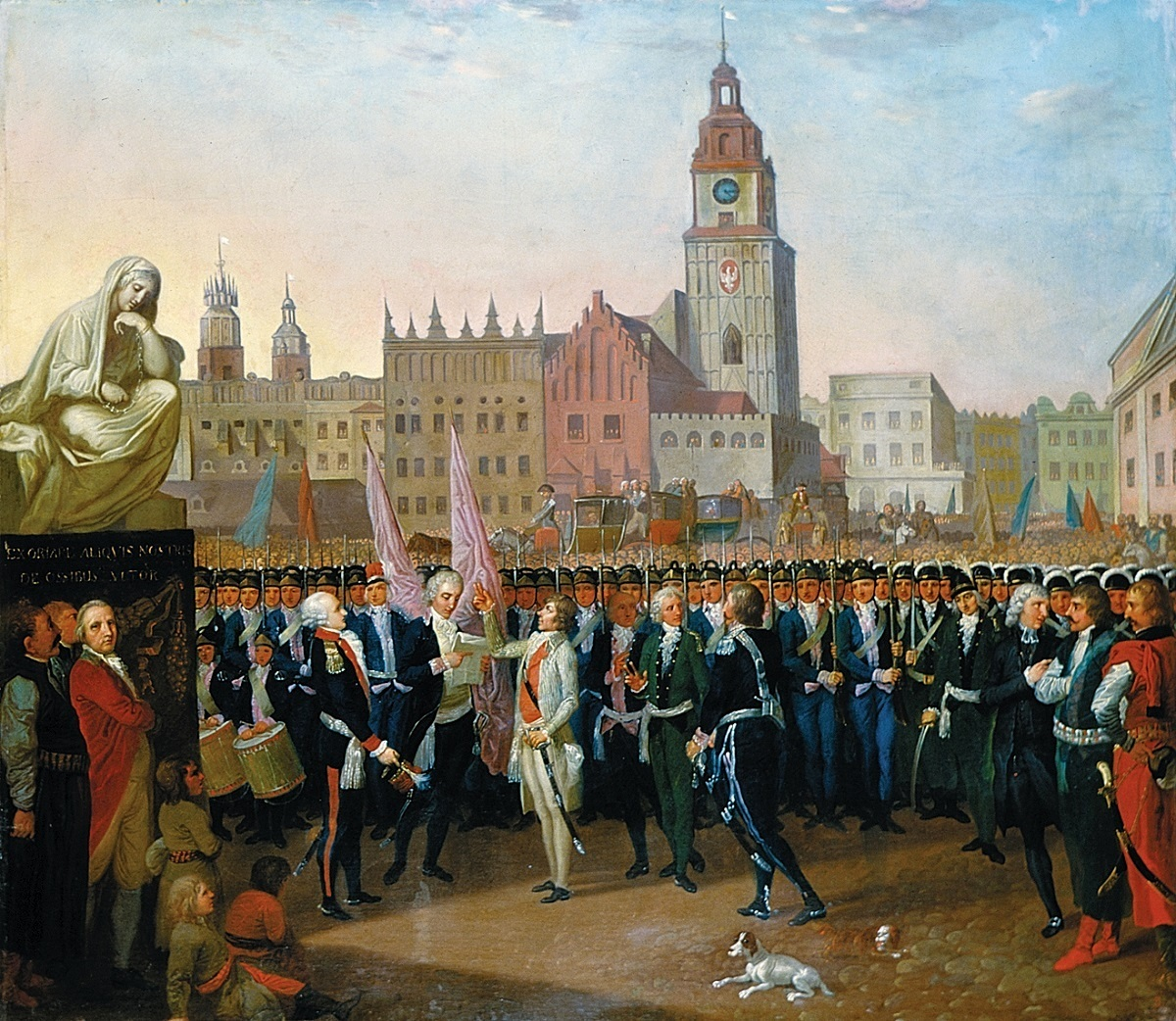
Od lewej: Sukiennice, Spichlerz, Wieża ratuszowa, Wielka Waga, Kościół św. Wojciecha (na obrazie Franciszka Smuglewicza)

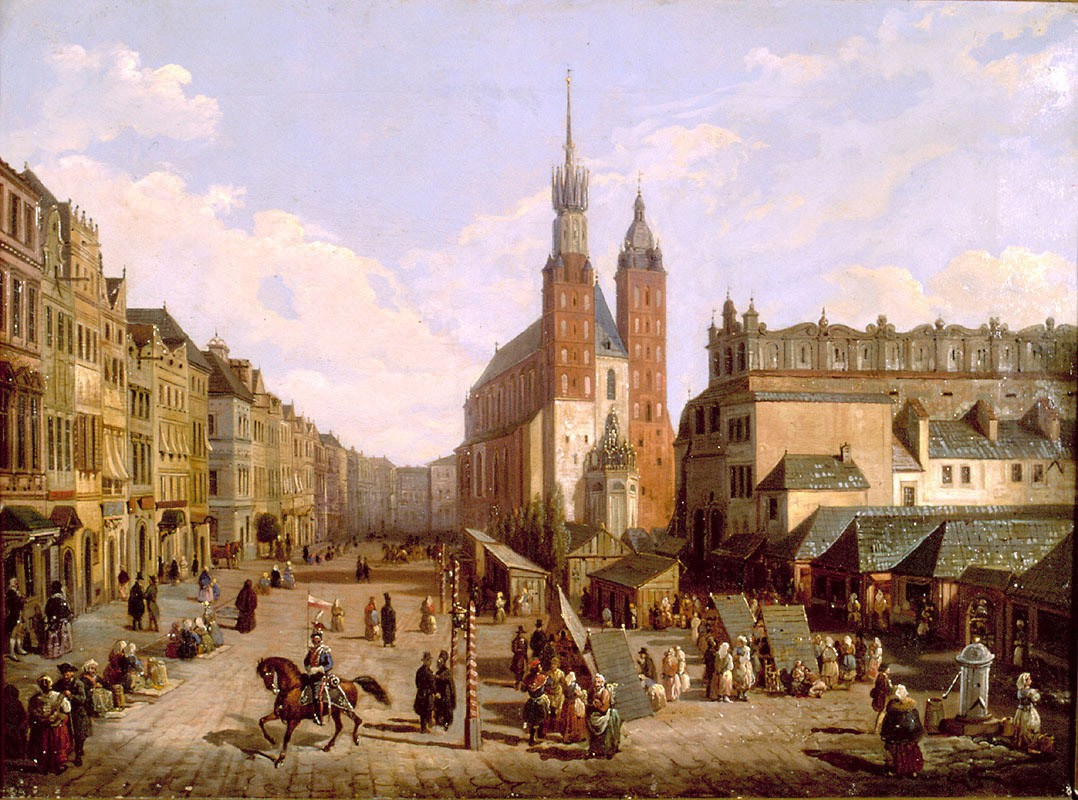
Od lewej: Kościół Mariacki i Sukiennice z Syndykówką i domem Oszackich z kramami (mal. Marcin Zaleski, ze zbiorów MHMK)

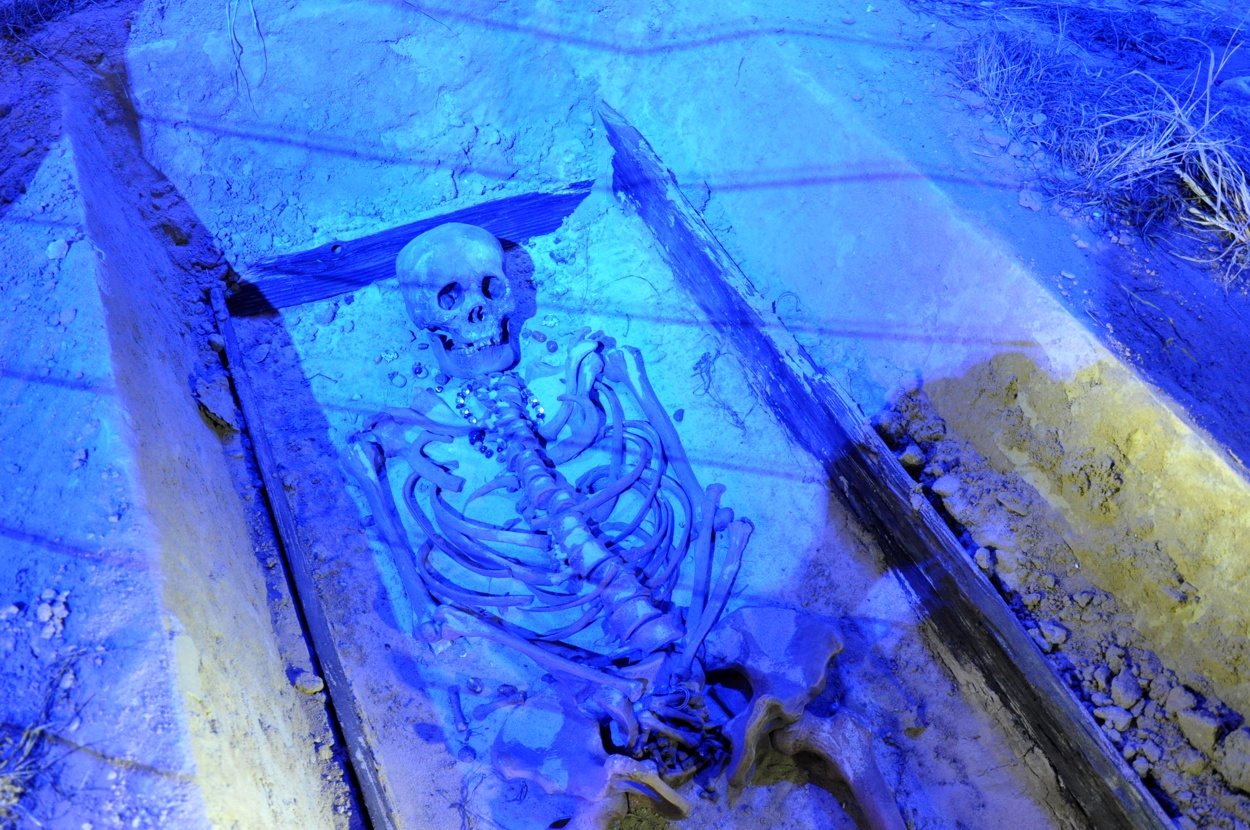
Cmentarzysko z XI – XII wieku w Podziemiach Rynku (fotografia z 2010)

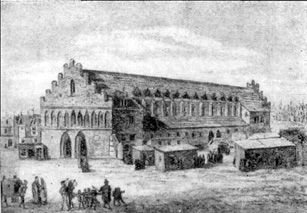
Gotyckie Sukiennice istniejące do 1555

Niezachowane obiekty krakowskiego Rynku Głównego – budynki, budowle i inne obiekty, których już nie ma na krakowskim rynku, głównie ze względu na podjęte w XIX wieku decyzje o ich wyburzeniu. Powstawały one i ulegały przeobrażeniom w toku rozwoju Krakowa, przy czym istotne dla ich rozwoju były następujące okresy:
- XI – XIII wiek – okres przedlokacyjny
- XIII – XIV wiek – wczesnolokacyjny okres drewniany
- XIV – XVIII wiek – lokacyjny okres murowany
- XIX – XX wiek – przeobrażenia, wyburzenia, współczesna renowacja

Rynek Krakowski, dziś po XIX-wiecznych wyburzeniach prawie pusty, zajmowały pierwotnie liczne budowle służące gospodarce i władzom miejskim, takie jak wagi miejskie, kramy i ławy, jatki i budy, topnie kruszców, postrzygalnie, ratusz, ale także zachowane do dzisiaj sukiennice, wieża ratuszowa.

## Kalendarium wyburzeniowo-rozbiórkowe

### Rzeczpospolita Obojga Narodów(do 1795)
- 1775 – powołanie krakowskiej Komisji Dobrego Porządku
- 1782 – przebudowanie Wielkiej Wagi w Dom Komisji
- 1782 – wybudowanie klasycystycznego odwachu wokół wieży ratuszowej
- 1787 – odnowienie Kramów Szewskich

### Zabór austriacki(1795–1807)
- 1796 – zburzenie muru otaczającego Cmentarz Mariacki
- 1801 – zburzenie Małej Wagi
- 1804 – zburzenie Domu Oficerskiego
- 1804 – zlikwidowanie części drewnianych kramów i jatek po zachodniej stronie Sukiennic

### Księstwo Warszawskie(1807–1815)
- 1810 – obsadzanie drzew

### Wolne Miasto Kraków(1815–1846)
- 1816 – powołanie Komisji ds. Upiękniania Rynku
- 1817–1820 – wyburzenie ratusza wraz ze spichlerzem i kabatami
- 1832–1836 – wyburzenie części kramów drewnianych

### Wielkie Księstwo Krakowskie(1846–1918)
- 1850 – Wielki Pożar Krakowa
- 1852 – zburzenie Kramów Żelaznych po wschodniej stronie Sukiennic
- 1854 – zburzenie drewnianych kramów i straganów po zachodniej stronie Sukiennic
- 1868 – rozbiórka Kramów Bogatych
- 1878 – wyburzenie Domu Komisji (wcześniejszej Wielkiej Wagi)
- 1875–1879 – przebudowa Sukiennic, dobudowanie arkadowych podcieni, przebudowanie Postrzygalni, Syndykówki oraz Langierówki
- 1879 – wyburzenie starego, klasycystycznego odwachu
- 1881–1882 – wybudowanie nowego, większego, neogotyckiego odwachu
- 1898 – powstanie Pomnika Adama Mickiewicza

### Po odzyskaniu niepodległości (od 1918)
- 1946 – wyburzenie neogotyckiego odwachu